# Lipoptena mazamae
Lipoptena mazamae — вид двокрилих комах родини кровососок (Hippoboscidae). Ектопаразит теплокровних тварин.

## Поширення
Вид поширений в Північній та Південній Америці від південно-східних штатів США до Північної Аргентини.

## Опис
Невеликі коричневі, сплющені мухи. Самиці трохи більші за самців. Тіло завдовжки 3,5-4,5 мм у самиць та 3 мм у самців. Живляться кров'ю. Коли комахи знаходять господаря, то назавжди втрачають крила.

## Спосіб життя
Lipoptena mazamae паразитує на олені білохвостому та мазамі американській. Траплялись випадки нападів на корів, пуму та людину. Проте розмножуватись може лише на оленях. Живородний вид. У тілі самиці дозріває яйце та розвивається личинка. Народжується завжди лише одна зріла личинка, яка зразу заляльковується.

## Епідеміологія
У Lipoptena mazamae виявлено бактерії Bartonella, які є збудниками бартонельозів, але невідомо чи ця комаха може передавати інфекцію людині.